# Schloss Höfling

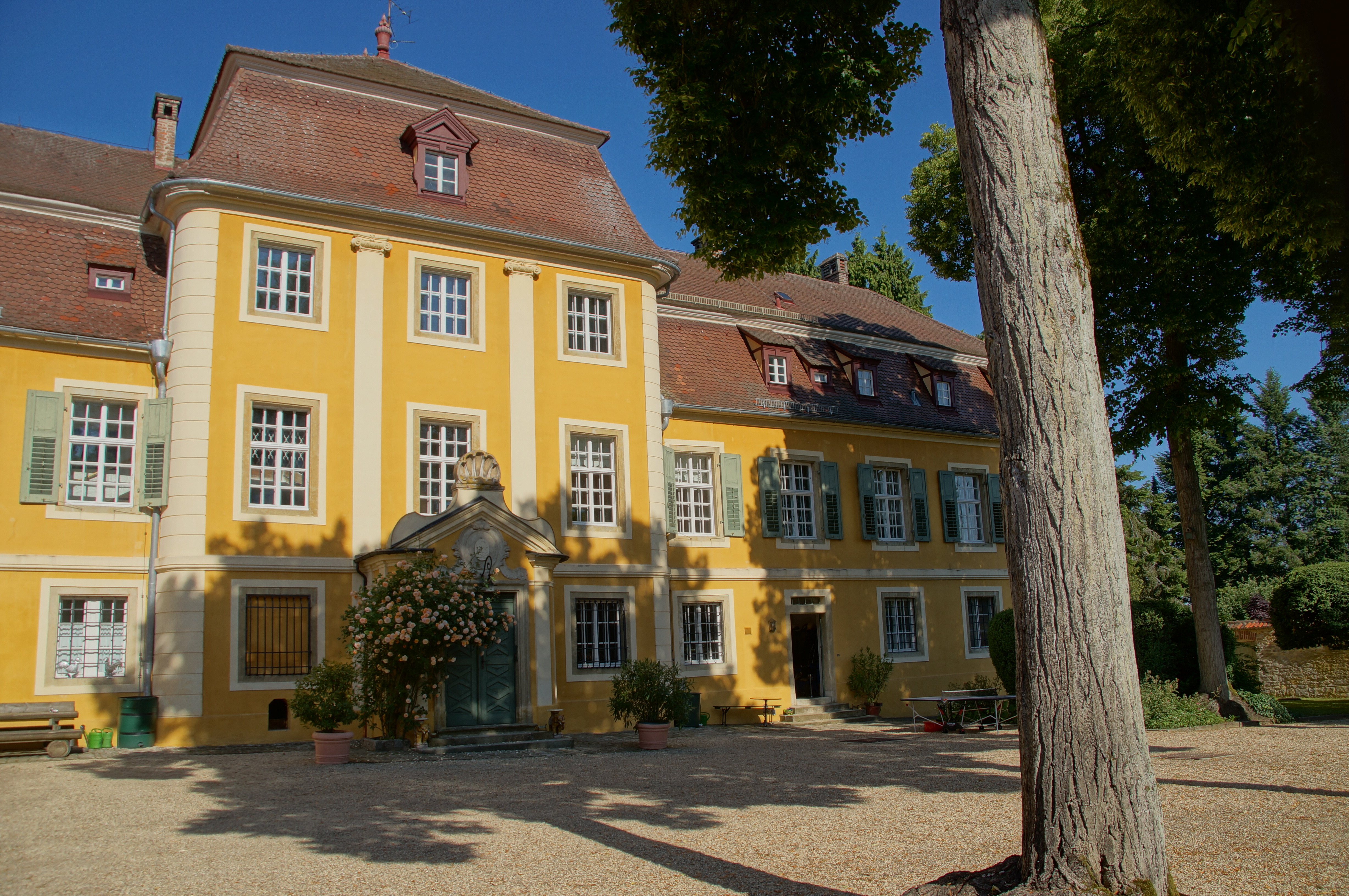
Schloss Höfling

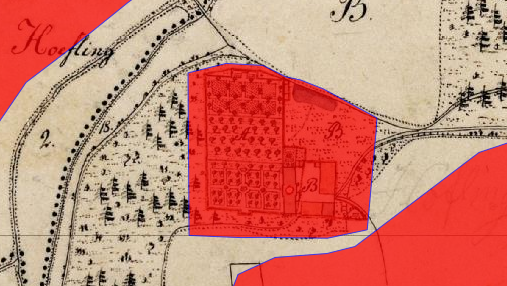
Lageplan von Schloss Höfling auf dem Urkataster von Bayern

Das Schloss Höfling liegt im Gemeindeteil Burgweinting der kreisfreien Oberpfälzer Stadt Regensburg von Bayern (Höfling 1). Ebenso ist sie unter der Aktennummer D-3-62-000-581 als Baudenkmal verzeichnet. Die Anlage wird ferner als Bodendenkmal unter der Aktennummer D-3-7038-0180 mit der Beschreibung „archäologische Befunde im Bereich des Schlosses Höfling, zuvor mittelalterliche Burg“ geführt.

## Geschichte
Höfling erscheint erstmals um 1150–1160 im Namen des Propstes Friedrich von Höfling (Fridericus prepositus de Houelin), der in einer Tradition des Klosters Prüfening genannt wird. Ein Megingoz de Hovelin kommt 1177 in einer Tradition des Klosters St. Emmeram vor.
An der Stelle des heutigen Schlosses stand früher eine hochmittelalterliche Burg. Diese wird erstmals 1259 anlässlich des Friedensschlusses zwischen Herzog Ludwig mit der Stadt Regensburg genannt. Im Zuge dieser Auseinandersetzung hatte er auch das castrum Höflinge besetzt, das er nun an die Regensburger Bürger zurückgeben musste. Vermutlich ist die Burg danach dem Bürgergeschlecht der Capeller anvertraut worden, danach muss die Stadt dieses Gut wieder von den Gebrüdern Läutwein und Rudger de Capella zurückgekauft haben. Bereits 1265 verkauften der Bürgermeister und die Stadtgemeinde Regensburg  ihr dortiges Gut (predium nostrum in Höfling) an das Heilig-Kreuz-Kloster von Regensburg. Der jetzige Schlossbau wurde von Johann Franz Reichlin von Meldegg, Thurn und Taxis'scher Hofmarschall, errichtet. Nach verschiedenen Besitzern kam Höfling 1892 an das Fürstenhaus Thurn und Taxis. Hier wurde am 5. Juni 1926 Johannes von Thurn und Taxis geboren. Das Schloss wurde 1985 für 100 Jahre an die Grafenfamilie Walderdorff verpachtet, die darin wohnt.

## Schloss Höfling heute
Der jetzige Schlossbau stammt aus dem späten 18. Jahrhundert. Damals wurden der Haupttrakt, ein Nebengebäude und eine Hofummauerung errichtet. Das Schloss Höfling entstand als ein zweigeschossiger spätbarocker Mansarddachbau mit einem Halbwalmdach, einem dreigeschossigen Mittelrisalit und Putzgliederungen um 1750.
Die Hofummauerung ist aus  Bruchsteinen mit rustizierten Portalen und Aufsätzen errichtet. Sie stammt vom Ende des 18. Jahrhunderts und wurde teilweise modern erweitert. In dem Park sind mythologische Gestalten aus Kalkstein aufgestellt, vermutlich aus dem 18. Jahrhundert.